# Ла-Манча-дель-Хукар
Ла-Манча-дель-Хукар (исп. La Mancha del Júcar)  — район (комарка) в Испании, входит в провинцию Альбасете в составе автономного сообщества Кастилия — Ла-Манча.

## Муниципалитеты
| Муниципалитет           | Население | Площадь км² | Плотность населения чел./км² |
| ----------------------- | --------- | ----------- | ---------------------------- |
| Фуэнсанта               | 388       | 24,01       | 16,1                         |
| Мадригерас              | 4.647     | 72,94       | 63,7                         |
| Монтальвос              | 146       | 24,67       | 5,9                          |
| Тарасона-де-ла-Манча    | 6.576     | 212,52      | 30,9                         |
| Вильяльгордо-дель-Хукар | 1.241     | 46,75       | 26,5                         |